# جوان زاركو
جوان زاركو (بالفرنسية: Johann Zarco)‏ مواليد 16 يوليو 1990 في كان، هو متسابق دراجات نارية فرنسي. نافس في سباقات بطولة العالم لفئة 125 سي سي.

## سباقات فاز بها
- جائزة اليابان الكبرى للدراجات النارية 2011

## روابط خارجية
- جوان زاركو على موقع MotoGP.com (الإنجليزية)
- جوان زاركو على موقع AS.com (الإسبانية)